# Лохнер, Штефан
Штефан Лохнер, Стефан Лохнер, Мастер Штефан Кёльнский, Мастер алтаря покровителей Собора (нем. Stefan Lochner, Dombild Altar Meister; 1400—1410, Мерсбург, Баден-Вюртемберг — 1451, Кёльн) — немецкий живописец кёльнской школы переходного времени от интернациональной готики «мягкого стиля» (Weichen Stil) к эпохе Северного Возрождения. Работая в Кёльне на западе Германии, Лохнер был одним из самых выдающихся немецких художников до Альбрехта Дюрера.

## Биография
Штефан Лохнер родился в Мерсбурге на юго-западе Германии около 1410 года в семье кузнеца и провёл часть своего ученичества в Нидерландах. Записи также указывают на то, что его карьера развивалась быстро, но была прервана ранней смертью. «Он появляется в Кёльне вполне сложившимся мастером. От манеры художников родной Швабии в его искусстве почти ничего не осталось, зато ясно проявляются нидерландские влияния, особенно мастера из Флемаля».
Ни одна из работ Штефана Лохнера не подписана. Художник «Мадонны в беседке из роз» (Madonna im Rosenhag) и «Алтаря патронов Собора» (Altars der Stadtpatrone) был безымянным и неизвестным до XIX века, когда возник интерес к кёльнской живописи Средневековья. В 1822 году Йоханна Шопенгауэр, мать знаменитого философа, сослалась в своих трудах на заметку дневников Альбрехта Дюрера, которую он сделал по случаю поездки в Нидерланды и пребывания в Кёльне. Дюрер сообщал, что он заплатил два белых пфеннига в Кёльне, чтобы открыть алтарь, сделанный рукой «Мастера Стефана». После того, как эта записка была обнаружена, исследователи искали художника по имени Штефан в средневековых кёльнских источниках и нашли Штефана Лохнера, которого отождествили с дюреровским «Мастером Стефаном». Поскольку предполагалось, что такой интерес для Дюрера мог представлять только алтарь покровителя города, находившийся во времена Дюрера в Капелле совета напротив Ратуши, то картину, которую Дюрер не уточнил, отождествили с «Алтарём покровителей города» (прежнее название: «Алтарь трёх королей», Dreikönigsaltar). Эта идентификация широко распространена, но недавно была поставлена под сомнение. Остальные произведения, считающиеся произведениями Лохнера, приписываются ему на основе стилевого сходства со знаменитым алтарём. Алтарь был установлен в кёльнском Соборе только в XIX веке стараниями Сюльписа Буассере.
Около 1442 года Кёльнский городской совет поручил Лохнеру оформление торжественного въезда в город императора Фридриха III. Записи последующих лет свидетельствуют о росте благосостояния художника и приобретения им домов по всему городу. После этого Лохнер попал в долги. В 1447 году Лохнер стал членом городского совета Кёльна.
В 1451 году Кёльн поразила эпидемия чумы, и на этом, помимо записей кредиторов, упоминания о Штефане Лохнере заканчиваются; предполагается, что он умер в том же году в возрасте около сорока лет.
В истории искусства Лохнер известен характерными «кукольными фигурками», закутанными в струящиеся одежды, с такими же кукольными лицами и яркими красками в стиле «тонкой живописи» (Feinmalerei). Он сохраняет традиционно-немецкий «мягкий стиль» периода 1400—1420 годов и сочетает его с новым натурализмом голландской живописи в духе Яна ван Эйка. «Для Лохнера произведение живописи — это драгоценность как сосуд тонкой чеканки или ювелирное изделие. Лохнер широко применял и чистое золото и настоящий ультрамарин, который ценился как золото». Его произведения в основном предназначались для богатых, образованных и набожных жителей Кёльна. В основном их устанавливали в церквях и монастырях.
Его влияние на последующие поколения северных художников было значительным. Помимо множества прямых копий, сделанных в конце XV века, отголоски его произведений можно увидеть в работах Рогира ван дер Вейдена и Ханса Мемлинга. Живописью Лохнера восторгались Фридрих Шлегель и Гёте за их качества, особенно за «сладость и изящество его Мадонн». Художник даже получил прозвание, правда, много позднее, «немецкий фра Анджелико».
Его живопись основана на традициях кёльнских мастеров, таких как неизвестный «Мастер святой Вероники». Является ли мастер Гейстербахского алтаря другим художником, находящимся под влиянием Лохнера, был ли этот мастер предшественником Лохнера, или же Гейстербахский алтарь, возможно, является ранней работой Лохнера, остается спорным.

## Галерея
- «Алтарь патронов Собора» в раскрытом виде. 1442. На боковых створках: Святая Урсула (слева) и Святой Гереон (справа). Дерево, темпера, золочение. Капелла Девы Марии, Кёльнский собор
- Мадонна в беседке из роз. Ок. 1448. Дерево, темпера, масло. Музей Вальрафа-Рихарца, Кёльн
- Страшный суд. 1435. Дерево, масло, золочение. Музей Вальрафа-Рихарца, Кёльн
- Мученичество апостолов. Ок. 1435. Дерево, темпера, золочение. Штеделевский художественный институт, Франкфурт-на-Майне
- Поклонение младенцу Иисусу. 1445. Дерево, темпера. Старая пинакотека, Мюнхен
- Мадонна с фиалкой. Ок. 1450. Дерево, темпера, золочение. Музей святой Колумбы, Кёльн
- Святой Иероним в своей келье. 1435. Дерево, темпера. Художественный музей Северной Каролины, Роли, США
- Святой Антоний отшельник, Корнелий, Мария Магдалина и донатор. Ок. 1445. Дерево, темпера. Старая пинакотека, Мюнхен
- Maстер Святой Вероники. Деталь триптиха. Между 1400 и 1415. Дерево, темпера. Музей Вальрафа-Рихарца, Кёльн